# Le Mesnil-Durand
Le Mesnil-Durand és un antic municipi francès situat al departament de Calvados i a la regió de Normandia. L'any 2018 tenia 195 habitants. Des del 1r de gener de 2016 es va integrar en el municipi nou de Livarot-Pays-d'Auge com a municipi delegat. En reunir vint-i-dos antics municipis, aquest municipi nou és el més gros de tots els municipis nous de França.

## Demografia
El 2007 la població era de 323 persones. Hi havia 118 famílies i 157 habitatges: 124 habitatges principals, 28 segones residències i 5 desocupats. 154 eren cases i 2 eren apartaments.

La població ha evolucionat segons el següent gràfic: 

## Economia
El 2007 la població en edat de treballar era de 225 persones, 165 eren actives i 60 eren inactives. Hi havia setze empreses, una empresa de fabricació industrial, i uns comerços i serveis de proximitat.
L'any 2000 hi havia 16 explotacions agrícoles que conreaven un total de 616 hectàrees.